# Gute Musik
Gute Musik ist das zweite Studioalbum des deutschen Popsängers und Rappers Clueso. Es erschien am 18. Juni 2004 beim Berliner Plattenlabel Four Music.

## Hintergrund
Auf dem aus einundzwanzig Titeln bestehenden Studioalbum Gute Musik setzt Clueso nach seinem Debütalbum Text und Ton erneut auf die Mischung verschiedener Genres, so vereint er Rap, Hip-Hop und Ragga bzw. Reggaemusik. Die Titel Wart mal, Kein Bock zu geh’n und Pizzaschachteln erschienen als Single. Kein Bock zu geh’n schaffte es als erste Single von Clueso in die deutschen Singlecharts.
Das Frontcover zeigt Clueso sitzend auf einer weißen Parkbank, im Hintergrund ist die Parkbank mehrfach zu sehen, auf einer hinteren Bank sieht man Clueso gitarrespielend und auf einer noch weiter zurückliegenden Bank tanzend. Darüber ist in roter Schrift der Künstlername Clueso und in schwarzer Schrift darunter der Albentitel zu lesen.

## Titelliste
| #  | Titel                                   | Autor(en)                 | Produzent(en)             | Länge |
| -- | --------------------------------------- | ------------------------- | ------------------------- | ----- |
| 1  | Nacht unterwegs (mit Jürgen Kerth Band) | Jürgen Kerth, Klaus Kühne | Clueso                    | 4:45  |
| 2  | Das Level                               | Clueso                    | Clueso                    | 4:35  |
| 3  | Uh girl                                 | Clueso                    | Clueso                    | 4:44  |
| 4  | Gute Musik                              | Clueso                    | Clueso                    | 5:30  |
| 5  | Dort wo du wohnst (mit Delhia)          | Clueso, Delhia            | Tilmann Jarmer            | 3:08  |
| 6  | Es wird heiß                            | Clueso                    | Clueso                    | 1:12  |
| 7  | Love The People (mit Steer-M)           | Clueso, Steer-M           | Clueso                    | 3:53  |
| 8  | Kalter Kaffee                           | Clueso                    | Clueso                    | 0:18  |
| 9  | Bescheid                                | Clueso                    | Clueso                    | 4:59  |
| 10 | Vier kleine Wände                       | Clueso                    | Clueso, Dirty MC          | 3:10  |
| 11 | City Pizza Express                      | Clueso                    | Clueso                    | 2:43  |
| 12 | Pizzaschachteln                         | Clueso                    | Clueso                    | 4:22  |
| 13 | Wie heisst'n du?                        | Clueso                    | Clueso                    | 0:25  |
| 14 | Wart mal                                | Clueso                    | Clueso, DJ Malik, Steer-M | 4:04  |
| 15 | Vergessen ist so leicht                 | Clueso                    | Clueso                    | 4:23  |
| 16 | Fanpost (mit Tim Neuhaus)               | Clueso, Tim Neuhaus       | Clueso                    | 3:52  |
| 17 | Egal wo (mit Blumentopf)                | Clueso, Heinemann, Schu   | Clueso                    | 4:41  |
| 18 | Ich geh heim                            | Clueso                    | Clueso                    | 0:42  |
| 19 | Herz Boom Boom                          | Clueso                    | Clueso                    | 3:52  |
| 20 | Vorspiel                                | Clueso                    | Clueso                    | 0:58  |
| 21 | Kein Bock zu geh’n                      | Clueso                    | Clueso                    | 5:50  |

## Rezeption

### Rezensionen
Die Musikredaktion von laut.de, fasste das Album mit den Worten „Reggae und Hip Hop statt Antidepressiva“ zusammen und befand, dass Clueso auf seinem Album Gute Musik die „schwierige Aufgabe des zweiten Albums gemeistert“ habe.

### Charts und Chartplatzierungen
Gute Musik stieg am 5. Juli 2004 auf Rang 95 der deutschen Albumcharts ein und erreichte damit zugleich seine beste Platzierung. Das Album konnte sich drei Wochen in den Charts platzieren, letztmals auf Platz 86 in der Chartausgabe vom 7. März 2005.
| ChartsChartplatzierungen | Höchstplatzierung | Wochen |
| ------------------------ | ----------------- | ------ |
| Deutschland (GfK)        | 53 (3 Wo.)        | 3      |

### Auszeichnungen für Musikverkäufe
| Land/Region        | Auszeichnungen für Musikverkäufe (Land/Region, Auszeichnung, Verkäufe) | Verkäufe |
| ------------------ | ---------------------------------------------------------------------- | -------- |
| Deutschland (BVMI) | Gold                                                                   | 100.000  |
| Insgesamt          | 1× Gold ·                                                              | 100.000  |